# San Nicolás Buenos Aires
San Nicolás Buenos Aires es una localidad mexicana situada en el estado de Puebla. Según el censo de 2020, tiene una población de 3225 habitantes.
Forma parte de la tercera región del estado y es cabecera del municipio del mismo nombre.

## Historia
Fue un asentamiento español denominado "Malpaís" en una antigua localidad nahua. Hacia finales del siglo XVI el virrey Gaspar Rivadeneyra mandó edificar unas habitaciones en el pie de Las Derrumbadas. En una de las habitaciones, que se cree fue la capilla de la finca, se encontró una imagen de San Nicolás Tolentino. Tiempo después la construcción se expandió conforme al florecimiento del lugar.
Alrededor de esta finca fue creciendo el asentamiento humano hasta que en 1804 ya se le reconoce como pueblo, perteneciente al distrito de Chalchicomula.
El 1 de mayo de 2020 se registró en las inmediaciones de la población un fenómeno poco usual que produjo por lo menos cuatro tornados, que dejaron solo daños materiales.